# Кунгута из Штернберка
Кунгута из Штернберка (Кунигунда; чеш. Kunhuta ze Šternberka; 18 ноября 1425 — 19 ноября 1449) — первая супруга Йиржи из Подебрад, который позже стал королём Чехии.

## Жизнь
Родителями Кунгуты были чешские дворяне — Смиль из Штернберка (ум. 1431) и Барбара из Пардубиц (ум. 1433). В 1441 году она вышла замуж за Йиржи из Подебрад. У них было три сына и три дочери.
В 1444 году Кунгута основала в Подебрадах больницу. Она была названа в её честь и функционировала до начала XX века. Она также основала фонд для обучения молодежи, строительства школ и реабилитации заключённых.
Она умерла в 1449 году, на следующий день после своего двадцать четвёртого дня рождения и через несколько дней после рождения дочерей-близнецов. Она была похоронена в приходской церкви в Подебрадах.

## Дети
У Кунгуты было шестеро детей:
- Бочек IV из Подебрад (15 июля 1442 — 28 сентября 1496);
- Викторин из Подебрад (29 мая 1443 — 30 августа 1500) — князь Опавский;
- Барбара из Подебрад (1446 — 20 сентября 1474), 1-й муж — Генрих из Дуба и Липы (ум. 1469), 2-й муж — граф Ульрих фон Эттинген и Флохберг (ум. 1477), 3-й муж — Ян Альберт из Ронова (ум. до 1487),
- Йиндржих I из Подебрад (15 мая 1448 — 24 июня 1498) — князь Минстерберкский (Зембицкий), женат на Урсуле, дочери Альбрехта III Гогенцоллерна, курфюрста Бранденбурга, основатель рода Минстерберков;
- Катержина из Подебрад (11 ноября 1449 — 8 марта 1464) — королева Венгрии, жена короля Матиаша Корвина (с 1461);
- Зденка (Сидония) из Подебрад (11 ноября 1449 — 1 февраля 1510) — замужем за Альбрехтом III Мужественным, герцогом Саксонским.